# 浄化槽技術管理者
浄化槽技術管理者（じょうかそうぎじゅつかんりしゃ）は、浄化槽技術管理者として浄化槽管理者から任命された者。

## 概要
- 処理対象人員が501人以上の施設（通称501人槽）では、浄化槽法第10条第2項の規定により、浄化槽管理者は、「環境省令で定める資格を有する技術管理者を置く（任命する）」か、「自ら技術管理者として管理する」ことが必要である。これは役職であり免許の類ではない。法令通りの「技術管理者」のままでは何の技術管理者なのか明確でないため、行政手続や資料文献等では浄化槽技術管理者と呼ぶことが一般的である。
- 浄化槽管理者より任命されることにより法的権限が与えられるため、後述の技術管理者講習を修了した者であっても、任命されていなければ権限を有しない。
- なお、前述のとおり、法第10条2項のただし書きにより浄化槽管理者が自ら技術管理者として管理することも認めているため、この場合は資格不要で技術管理者としての業務を行うことができる。浄化槽法においては、原則として浄化槽の維持管理及び清掃を浄化槽管理者の義務としているため、自らがこれらの義務を履行することを望んだ場合は、免状や資格は要しないことになっている。

## 環境省令で定める資格（任命できる者の条件）
浄化槽法施行規則（昭和59年厚生省令第17号）第8条により、次のとおり定められている。
- 浄化槽管理士の資格を有すること（必須）
- 次のいずれがに該当すること。
  - 501人槽浄化槽の保守点検及び清掃に関する技術上の業務に関し2年以上実務に従事した経験を有する者
    - 既に技術管理者が任命されている501人槽以上の浄化槽で管理士として実務経験を積む方法である。

  - 実務経験2年と同等以上の知識及び技能を有すると認められる者
    - 公益財団法人日本環境整備教育センターが実施する、浄化槽技術管理者講習を受講し修了する方法である。こちらの方法で技術管理者となることが一般的であるため、この講習の修了証が免許（資格）に準じた扱いを受けている。

## 権限
2001年（平成13年）9月25日 環境省 環廃対376号により次のとおり定められている。
- 技術管理者は施設ごとの専従を原則として、浄化槽管理者により任命され、浄化槽管理者の果たすべき義務を代行する者であるから、技術管理者として従事する浄化槽について、構造並びに流入する汚水の性質及び量を理解し、運転状況及び処理状況を常時把握していなければならない。浄化槽法のみならず関係法令を熟知し、当該浄化槽の運転に支障が生じないよう、必要な手続等を理解していなければならない。
- 技術管理者は浄化槽の維持管理について技術的に高い知見を有し、専門的判断に基づき業務を行うものである。従って、技術管理者は浄化槽の維持管理に関しては必要な改善措置を講ずる等一定の決定権限を有し、建築物の所有者等もその判断に従うべきものである。また、技術管理者は保守点検及び清掃の実施者というより、むしろ両業務を統括する者としての性格を有するものである。

## 浄化槽技術管理者講習
公益財団法人日本環境整備教育センターが実施している。

### 受講資格
- 浄化槽管理士であること。

### 日程及び講習科目
全20時間を3日間で実施する。講習料は56,400円。
1. 浄化槽技術管理者の役割（3時間）
2. 統括管理（4時間）
3. 施設管理のための基礎知識（5時間）
4. 管理技術（5時間）
5. システムの補修・改善 (2時間)
6. データ処理技術 (1時間)

### 講習の修了考査
講習の最終日の最後の時間に行われる。時間は1時間で、問題は四択の25問のマークシート方式。従来は殆どの人が30分で終了したが、問題数が20問から25問に増え、しかも難易度が上がったため、1時間フルに使う人が多くなった。過去においては90%以上の合格率だったが、最近では合格率が75%位となった。再考査料は5,000円。再考査は、各講習日の最後の日に行われる。なお、過去においては一度講習を受ければ、何回でも再考査は可能であったが、受講から3年までに変更された。但し、再考査の合格率は非常に低い。それは講習時に、講師が試験に出そうな箇所を言っていることによるもので、再考査の者はその箇所がわからないためである。2009（平成21年）6月25日の再考査は9人中2人しか合格せず、合格率は22.2%であった。考査の合格点は、65%の正解率としているが、全体の出来不出来により斟酌する。
2009（平成21年）5月より、テキストに大幅な変更が加えられた。なお、講習のテキストは講習を受けなくても、6,000円で販売している。テキスト改正以前に考査が不合格になった者は、再考査を受験する前に購入すること。改正部分からの出題が多い。